# Yolanda Sierra
Yolanda Sierra (Madrid, 17 de enero de 2005) es una futbolista española. Juega como defensa en el Granada C. F. de la Primera División de España, donde juega cedida por el Atlético de Madrid. Ha sido internacional en las categorías inferiores de la selección española. Fue capitana con la selección sub-17 de España, con la que fue campeona del mundo y subcampeona de Europa en 2022.

## Trayectoria

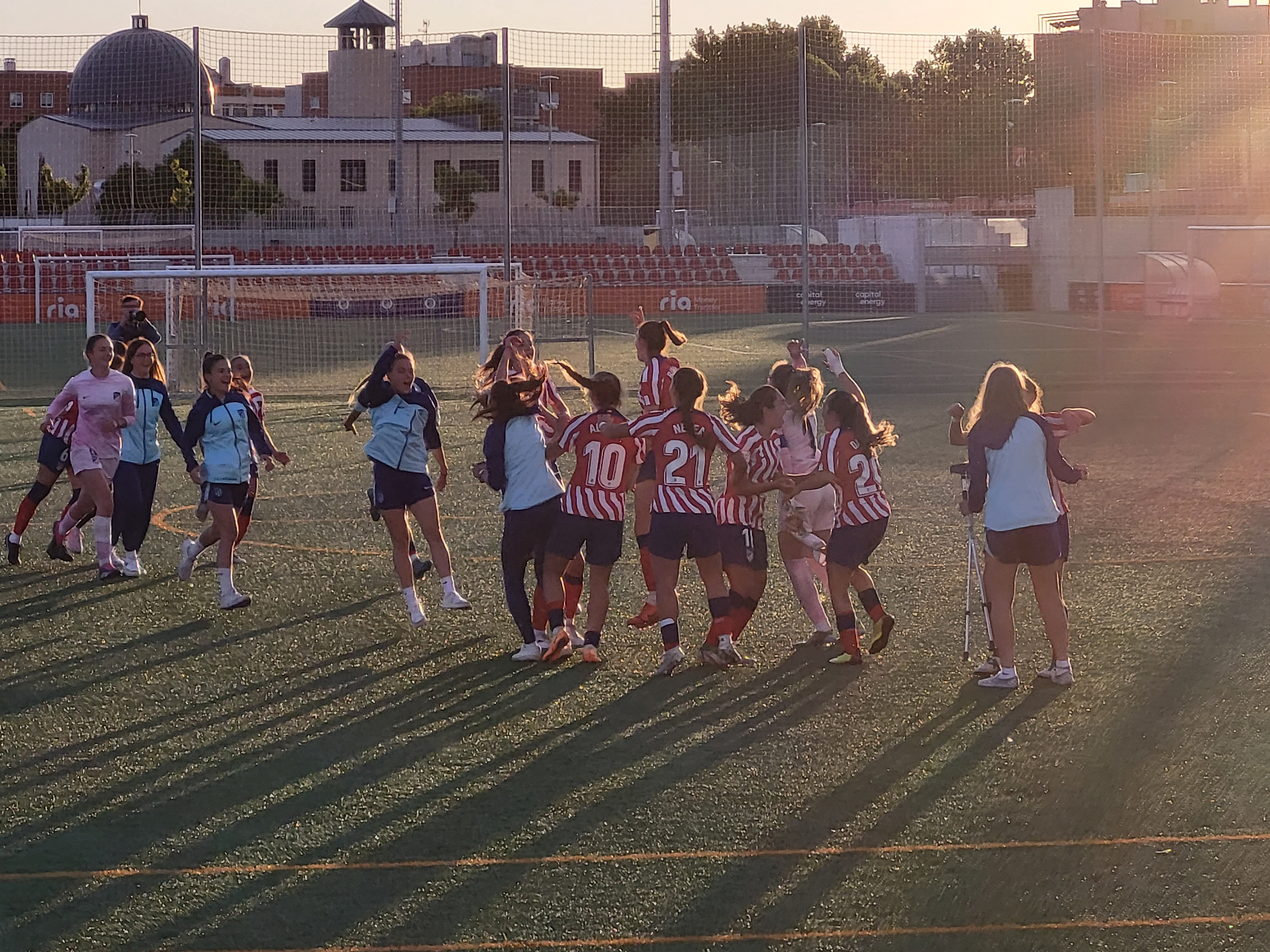
Yolanda Sierra y sus compañeras del Atlético de Madrid B celebran el ascenso a Primera Federación en mayo de 2023

Ha practicado atletismo en diferentes modalidades y fútbol. Llegó a la Academia del Atlético de Madrid en 2012 procedente del equipo del Gredos San Diego Moratalaz. Fue elegida jugadora revelación en categoría benjamín en su primer año. En la segunda temporada fue entrenada por Amanda Sampedro y fue elegida jugadora más regular del equipo tras ganar la liga.

En atletismo ha destacado en las disciplinas de salto de altura, medio fondo y relevos. Ha ganado 12 medallas en los Campeonatos de Madrid, incluyendo oros en salto de altura en 2013, y en relevos y combinados en 2014 y 2016.
En 2017 fue campeona de España sub-13 con la selección de fútbol de Madrid, y elegida jugadora más regular de su equipo en categoría infantil. En 2019 fue subcampeona de España sub-15 con la selección de fútbol de Madrid.
En la temporada 2020-21 formó parte del Atlético de Madrid C, que quedó en tercera posición en el grupo 5 de Primera Nacional, y marcó dos goles. El 20 de junio de 2021 jugó su primer encuentro en Primera División al sustituir a Aïssatou Tounkara en la jornada 33 de liga ante el Escuelas de Fútbol Logroño.
En la temporada 2021-22 pasó a formar parte del Atlético de Madrid B, donde fue titular habitual. El equipo jugó en el Reto Iberdrola y acabó en la parte baja de la tabla, por lo que pasó a formar parte de la nueva categoría Segunda RFEF, tercer nivel de las ligas de fútbol femenino. En junio fue convocada por la selección autonómica de Madrid para jugar el Campeonato de España. Fue la capitana del equipo, que conquistó el torneo. En la final se rehízo de un error que permitió adelantarse a la selección valenciana, y evitó el 2-0 sacando un balón bajo palos, y una vez empatado el encuentro, adelantó a las madrileñas en la prórroga rematando un saque de esquina.
En la temporada 2022-23 continuó jugando en el filial rojiblanco y participó en algunos amistosos con el primer equipo. El Atlético B empezó muy irregular la liga pero en la segunda vuelta remontó encadenando 12 victorias consecutivas y fueron campeonas de su liga, logrando el 13 de mayo de 2023 el ascenso a Primera Federación.
En la temporada 2023-24 siguió siendo titular en el Atlético de Madrid B, y contribuyó a la permanencia del filial rojiblanco en la Segunda División. A pesar de ser defensa fue una de las jugadoras con más aportación goleadora, con 3 tantos.
En la temporada 2024-25 debutó con el primer equipo en el partido de consolación de la Ronda 1 de la Fase Previa de la Liga de Campeones con victoria por 3-0 sobre el Glasgow Rangers. Con el Atlético B jugó de manera habitual y lograron la permanencia en Primera RFEF.
En la temporada 2025-26 se marchó cedida al Granada C. F. de la Primera División de España

## Selección nacional
Con 14 años fue convocada con la selección sub-16.
En 2021 fue convocada con la selección sub-17, y debutó el 24 de septiembre en la fase de clasificación del Campeonato Europeo Femenino Sub-17 ante Irlanda del Norte, con victoria por 3-0. Volvió a ser titular ante Islandia, y lograron el pase a la siguiente ronda al ganar por 4-0. En el último partido de la fase clasificatoria ante Serbia fue elegida capitana y ganaron por 2-1. En mayo de 2022 disputó el Campeonato Europeo. Sustituyó a Sandra Villafañe en el partido inaugural, en el que golearon por 4-0 a Noruega. Volvió a ser suplente en las otras dos victorias de la fase de grupos, ante Finlandia (4-0) y Francia (3-0), logrando la clasificación a semifinales. En la semifinal volvió a disfrutar de unos minutos en el tramo final del encuentro, y volvieron a ganar con comodidad por 3-0 a Países Bajos, logrando la clasificación para el Mundial de la India. No participó en la final, en la que cayeron ante Alemania en la tanda de penaltis.
El 29 de septiembre de 2022 fue incluida en la convocatoria de España para participar en el Mundial sub-17 en India. El 31 de octubre se proclamaron campeonas del mundo tras derrotar a Colombia por 1-0. En la final. Yolanda jugó en el segundo partido de la fase de grupos como titular y con derrota por 2-1 ante México.

## Estadísticas

### Clubes
Actualizado al último partido jugado el 27 de abril de 2025.
| Club | Div.          | Temporada     | Liga  | Liga  | Liga   | Copas nacionales(1) | Copas nacionales(1) | Copas nacionales(1) | Copas internacionales(2) | Copas internacionales(2) | Copas internacionales(2) | Total | Total | Total  | Media goleadora(3) |
| Club | Div.          | Temporada     | Part. | Goles | Asist. | Part.               | Goles               | Asist.              | Part.                    | Goles                    | Asist.                   | Part. | Goles | Asist. | Media goleadora(3) |
| --- | ------------- | ------------- | ----- | ----- | ------ | ------------------- | ------------------- | ------------------- | ------------------------ | ------------------------ | ------------------------ | ----- | ----- | ------ | ------------------ |
| Atlético de Madrid B · España |               |               |       |       |        |                     |                     |                     |                          |                          |                          |       |       |        |                    |
| 2.ª | 2021-22       | 23            | 0     |       | -      | -                   | -                   | -                   | -                        | -                        | 23                       | 0     |       | -      |                    |
| 2ª. RFEF | 2022-23       | 27            | 3     |       | -      | -                   | -                   | -                   | -                        | -                        | 27                       | 3     |       | 0.11   |                    |
| 2.ª | 2023-24       | 21            | 3     |       | -      | -                   | -                   | -                   | -                        | -                        | 21                       | 3     |       | 0.14   |                    |
| 2.ª | 2024-25       | 22            | 0     |       | -      | -                   | -                   | -                   | -                        | -                        | 22                       | 0     |       | -      |                    |
| Total club | Total club    | 93            | 6     |       |        |                     |                     |                     |                          |                          | 93                       | 6     |       | 0.07   |                    |
| Atlético de Madrid · España |               |               |       |       |        |                     |                     |                     |                          |                          |                          |       |       |        |                    |
| 1.ª | 2020-21       | 1             | 0     | 0     |        |                     |                     |                     |                          |                          | 1                        | 0     | 0     | -      |                    |
| 1.ª | 2024-25       |               |       |       |        |                     |                     | 1                   | 0                        | 0                        | 1                        | 0     | 0     | -      |                    |
| Total club | Total club    | 1             | 0     | 0     |        |                     |                     |                     |                          |                          | 2                        | 0     | 0     | 0      |                    |
| Total carrera | Total carrera | Total carrera | 94    | 6     | 0      | 0                   | 0                   | 0                   | 1                        | 0                        | 0                        | 95    | 6     | 0      | 0.07               |
| (1) Incluye datos de Copa de la Reina y la Supercopa. (2) Incluye datos de Liga de Campeones Femenina de la UEFA]. (3) No incluye goles en partidos amistosos. |               |               |       |       |        |                     |                     |                     |                          |                          |                          |       |       |        |                    |

### Selección
Actualizado al último partido jugado el 15 de octubre de 2022.
| Selecciones | Año           | Continental(4) | Continental(4) | Continental(4) | Mundial | Mundial | Mundial | Amistosos (5) | Amistosos (5) | Amistosos (5) | Total | Total | Total  | Media goleadora |  |
| Selecciones | Año           | Part.          | Goles          | Asist.         | Part.   | Goles   | Asist.  | Part.         | Goles         | Asist.        | Part. | Goles | Asist. | Media goleadora |  |
| --- | ------------- | -------------- | -------------- | -------------- | ------- | ------- | ------- | ------------- | ------------- | ------------- | ----- | ----- | ------ | --------------- |  |
| Sub-17 | 2021          | 3              | 0              | 0              |         |         |         |               |               |               | 3     | 0     | 0      | 0               |  |
| Sub-17 | 2022          | 4              | 0              | 0              | 1       | 0       | 0       | 4             | 0             | 0             | 9     | 0     | 0      | 0               |  |
| Sub-17 | Total         | 7              | 0              | 0              | 1       | 0       | 0       | 4             | 0             | 0             | 12    | 0     | 0      | 0               |  |
| Total carrera | Total carrera | 7              | 0              | 0              | 1       | 0       | 0       | 4             | 0             | 0             | 12    | 0     | 0      | 0               |  |
| |               |                |                |                |         |         |         |               |               |               |       |       |        |                 |  |
| (4) Se incluyen Campeonatos Europeos y sus fases de Clasificación. (5) Sólo se incluyen partidos contra selecciones nacionales. |               |                |                |                |         |         |         |               |               |               |       |       |        |                 |  |

#### Participaciones en Mundiales
| Competición     | Categoría | Sede  | Resultado | Partidos | Goles |
| --------------- | --------- | ----- | --------- | -------- | ----- |
| Mundial de 2022 | Sub-17    | India | Campeona  | 1        | 0     |
| Total           | –         | –     | –         | 1        | 0     |

#### Participaciones en Eurocopas
| Competición         | Categoría | Sede                 | Resultado   | Partidos | Goles |
| ------------------- | --------- | -------------------- | ----------- | -------- | ----- |
| Europeo Sub-17 2022 | Sub-17    | Bosnia y Herzegovina | Subcampeona | 4        | 0     |
| Total               | –         | –                    | –           | 4        | 0     |

## Palmarés

### Campeonatos internacionales
| Título         | Equipo              | Sede  | Año  |
| -------------- | ------------------- | ----- | ---- |
| Mundial Sub-17 | Selección de España | India | 2022 |

### Campeonatos nacionales
| Título                           | Club                 | País   | Año     |
| -------------------------------- | -------------------- | ------ | ------- |
| Campeonato de España sub-13      | Selección madrileña  | España | 2017    |
| Campeonato de España sub-17      | Selección madrileña  | España | 2022    |
| Campeonato de Segunda Federación | Atlético de Madrid B | España | 2022-23 |

### Distinciones individuales
| Distinción                                             | Año     |
| ------------------------------------------------------ | ------- |
| Jugadora revelación del Atlético de Madrid Benjamín    | 2012-13 |
| Jugadora más regular del Atlético de Madrid Benjamín   | 2013-14 |
| Jugadora más regular del Atlético de Madrid Infantil B | 2016-17 |